# 陸奥錦秀二郎
陸奥錦 秀二郎（むつにしき しゅうじろう、1906年1月25日 - 1974年2月19日）は、振分部屋に所属した大相撲力士。引退後は12代玉ノ井を襲名し、年寄として後進の指導に当たった。本名は鎌田 修二郎（旧姓今井）。青森県南津軽郡平賀町（現平川市）出身。170cm、95kg。最高位は西十両筆頭。

## 経歴
1920年5月初土俵、1933年5月十両昇進。13場所在位し同部屋の鷹城山と長く十両を務めた。筆頭まで上がるも入幕はならず、1940年1月に引退、浪ノ音健藏の養子になり12代玉ノ井を襲名した。一時振分部屋を引き継ぎ玉ノ井部屋を経営したがすぐに弟子を返した。
その後は木戸主任などを務め、1971年1月定年退職。
鼾のうるさいことで知られた。

## 成績
- 十両13場所73勝86敗

## 改名
鷹ノ国→陸奥錦